# 1974年常州地震
1974年8时29分19秒，中华人民共和国江苏省溧阳市西部发生了Ms 5.5地震，震源深度为18千米，最大震度达到了中国地震烈度表中的VII（7）度。这次地震造成8人死亡，214人受伤，总经济损失约1亿元。